# Fernando Leal da Costa
Fernando Serra Leal da Costa (Lisboa, 1959) é um médico e político português, que foi ministro da Saúde do XX Governo Constitucional de Portugal.

## Biografia
É licenciado em Medicina pela Faculdade de Medicina da Universidade de Lisboa.
É especialista de Hematologia Clínica e de Oncologia Médica e foi chefe do serviço de Hematologia do Instituto Português de Oncologia (IPO) de Lisboa. Antes de iniciar a sua carreira política, exerceu os cargos de subdirector-geral da Saúde (2001-2002), membro da Comissão de Coordenação para a elaboração do Plano Nacional de Saúde (2003-2004), representante de Portugal nos Comités Diretores de Saúde Pública e do Acordo Parcial do Conselho da Europa (2003-2005), membro da Direção do Colégio de Oncologia Médica da Ordem dos Médicos (2003-2006), membro da Comissão de Acompanhamento do Plano Nacional de Saúde (2004-2006), coordenador nacional para as Doenças Oncológicas (2005-2006) e consultor para os Assuntos da Política da Saúde na Casa Civil do Presidente da República, Aníbal Cavaco Silva (2006-2011).
Em 2011, foi nomeado Secretário de Estado Adjunto do Ministro da Saúde do XIX Governo Constitucional, Paulo Macedo, tendo acabado por substituir este último no cargo de ministro da Saúde no XX Governo Constitucional, já em 2015.